# کالدول شمالی، نیوجرسی
کالدول شمالی (به انگلیسی: North Caldwell) شهری در ایالت نیوجرسی کشور ایالات متحده آمریکا است که جمعیت آن در سرشماری سال ۲۰۱۰ میلادی، ۶٬۱۸۳ نفر بوده‌است.